# أندريا راميريز
أندريا راميريز (بالإسبانية: Andrea Ramírez Fregoso) هي دراجة مكسيكية، ولدت في 25 سبتمبر 1999.

## وصلات خارجية
- أندريا راميريز على موقع الاتحاد الدولي للدراجات (الإنجليزية)
- أندريا راميريز على موقع أرشيف الدراجات (الإنجليزية)
- أندريا راميريز على موقع إحصائيات الدراجات الإحترافية (الإنجليزية)
- أندريا راميريز على موقع نسبة الدراجات (الإنجليزية)